# Jirō Takamatsu
Jirō Takamatsu (jap. 高松 次郎 Takamatsu Jirō; * 20. Februar 1936 in Tokio; † 25. Juni 1998 ebenda) war ein japanischer Prozesskünstler.

## Leben
Jirō Takamatsu wurde 1936 in Tokio geboren und studierte dort bis 1958 Ölmalerei an der Tōkyō Geijutsu Daigaku. Skulpturen, Fotografie, Malerei, Zeichnung und Performance gehören zu seinen Ausdrucksmitteln. Mit Genpei Akasegawa und  Natsuyuki Nakamishi gründete er 1963 das Hi Red Center, wo Happenings veranstaltet wurden. Er war Mitglied der Mono-ha Bewegung, die versuchte, die Welt durch Gestik, Aktion, Prozess und Experiment zu ergründen. Takamatsu war beeindruckt von den Werken Eva Hesses. Von 1968 bis 1972 lehrte er an der Kunsthochschule Tama in Tokio.
Für das Werk Photograph of Photograph (1972 bis 1973), engagierte er einen professionellen Fotografen, der Schnappschüsse aus dem Familienalbum der Takamatsus abfotografierte. Mit diesen Fotoserien erforschte er den Zusammenhang von Erinnerung und Interpretation.
Von 1964 bis zu seinem Tode arbeitete Takamatsu an seiner Schattenmalerei, die durch die Japanische Tradition der Schattenbilder des 19. Jh. inspiriert ist.

## Ausstellungen (Auswahl)

### Einzelausstellungen (Auswahl)
- 1999: Retrospektive National Museum of Art, Osaka, Japan
- 2000: Retrospektive Chiba City Museum of Art, Chiba, Japan
- 2004: Retrospektive Kitakyūshū Municipal Museum of Art, Fukuoka, Japan
- 2004: Retrospektive Jiro Takamatsu, The Universe of His Thought Fuchu Art Museum, Tokyo, Japan
- 2010: Jiro Takamatsu McCaffrey Fine Art, New York[5]

### Gruppenausstellungen (Auswahl)
- 1963: 15th Yomiuri Independent Exhibition, Tokyo Metropolitan Art Museum, Tokyo, Japan
- 1968: 34. Biennale von Venedig, Venedig
- 1969: Biennale von Paris, Paris
- 1971: Solomon R. Guggenheim Museum, New York
- 1973: Biennale von São Paulo, São Paulo
- 1977: documenta 6, Kassel
- 1986: Centre Pompidou, Paris
- 1994: Solomon R. Guggenheim Museum, New York
- 1998: Arte y acción Museu d’Art Contemporani de Barcelona, Barcelona
- 2012: Requiem For The Sun: The Art Of Mono-ha Blum & Poe, Los Angeles[6]

## Auszeichnungen (Auswahl)
- 1968: Carlo Cardazzo Preis der Biennale von Venedig, Venedig Italien[7]
- 1972: Großer Preis der Tokio Print Biennale